# Галчанка
Галчанка (Голчана) — река в России, протекает по Бежецкому району Тверской области. Устье реки находится в 2,8 км по правому берегу реки Бережа. Длина реки составляет 21 км, площадь водосборного бассейна — 62,8 км².
На берегах реки стоят деревни Дамацкое (Домацкое) и Голчань Моркиногорского сельского поселения.

## Данные водного реестра
По данным государственного водного реестра России относится к Верхневолжскому бассейновому округу, водохозяйственный участок реки — Молога от истока и до устья, речной подбассейн реки — Реки бассейна Рыбинского водохранилища. Речной бассейн реки — (Верхняя) Волга до Куйбышевского водохранилища (без бассейна Оки).
Код объекта в государственном водном реестре — 08010200112110000005293.

## Топографическая карта
- Лист карты O-37-85 Рамешки. Масштаб: 1 : 100 000. Издание 1978 г.